# Collectif Quatre Ailes
El Collectif Quatre Ailes (Colectivo Cuatro Alas) es un conjunto de artistas franceses que se agruparon en septiembre del 2002 para crear proyectos teatrales multidisciplinarios. Reunidos por una visión simún, estos artistas comparten un mundo imaginario, poético, onírico y mágico. Su ambición se resume en combinar múltiples disciplinas artísticas para representar este mundo.    Hoy en día, el colectivo está compuesto por 4 miembros activos: Michaël Dusautoy (director), Damien Saugeon (actor y acróbata aérea), Annabelle Brunet (artista visual, el cineasta) y Claire Corlier (actriz).  
La obra del Colectivo Cuatro Alas consta de varios micro formatos (como performances) y de seis espectáculos:
1. Suzanne, viaje con múltiples itinerarios a través de la silueta de las cosas (2003)
2. Sir Sémola o el hombre soñado (2005)
3. El proyecto RW (2008)
4. La bella del bosque (2011)
5. El pájaro azul (2012)
6. The Mugby junction (2015)

## Espectáculos
- El Proyecto RW[2], Experiencias aéreas en Helvetia, basadas en El Paseo (Der Spaziergang) de Robert Walser.

Sobre el escenario se juntan el teatro y el circo con un decorado de papel kraft vestido con películas de animación para contarnos 24 horas de la vida de un escritor un poco vagabundo. Pisando sobre las nubes, ese caminante con mirada incisiva y tierna observa la belleza del mundo a través de sus detalles más ínfimos. Una hermosa voz, un peatón gracioso, unos juegos para niños y una tiendecita se convierten en ventanas abiertas que dan a un mundo imaginario que invita al que quiera a vivir una odisea miniatura y aérea. Unas sesenta representaciones tuvieron lugar desde la creación en noviembre de 2008 en la Grange Dîmière en la ciudad de Fresnes (94).  
Coproduction del Collectif Quatre Ailes, de La Grange Dîmière (Ciudad de Fresnes), de los Théâtres des Quartiers d'Ivry y de ARCADI (Acción Regional para la creación y difusión artística en Île-de-France). También cuenta con la ayuda para la creación del Conseil Général del Val-de-Marne y el apoyo del CNAC (Centro Nacional de las Artes del Circo). Con el apoyo del teatro de la Comuna, CDN d'Aubervilliers. Creación posible gracias al beneficio del Fondo de Apoyo a la Difusión para el Festival OFF de Avignon.
- La Bella del Bosque,[3] basada en la obra de Jules Supervielle.

Jules Supervielle enreda pacientemente su ovillo de personajes inesperados, que los actores acabarán tejiendo en el escenario.  Una cama elástica, un diluvio de agujas de tejer y de lana, un decorado mágico engalanado con vídeos e imágenes que se juntan como parches. El universo tradicional de los cuentos se ve descolocado por Jules Supervielle para renacer en un nuevo marco poético y lúdico.
Creación presentada a partir de enero de 2011 en La Scène Watteau / Teatro Nogent-sur-Marne, antes de salir de gira por Francia.
Coproducción del Collectif Quatre Ailes, leThéâtre des Quartiers d'Ivry, La Scène de Watteau, el Théâtre de Nogent-sur-Marne y el centro cultural de Alfortville. Con una ayuda a la producción de la DRAC Île-de-France y con el apoyo de Lilas en Scène.
- El Pájaro azul,[4] basada en la obra de Maurice Maeterlinck.

El Colectivo Cuatro Alas se interesa en este clásico de Maeterlinck, que representa bajo la forma de un viaje-sueño compuesto de ilusiones y de acrobacias que acaban encajando alrededor de ese cuento poético y filosófico. La Scène Watteau en Nogent-sur-Marne, acogió las primeras representaciones  de la búsqueda iniciativa de Tyltyl Mytyl. El espectáculo también fue presentado en Asia (Taiwán y Corea del Sur) y en Latinoamérica (Chile).
Coproducido por el Collectif Quatre Ailes, la Scène Watteau, y el Teatro des Quartiers d'Ivry. Con la ayuda a la producción de la DRAC Isla-de-France, el Conseil Général de Val-de-Marne y Arcadi via su programa de "escenarios solidarios".
- The Mugby junction,[5] según The Mugby Junction de Charles Dickens

Publicado en 1866 en la revista "All the Year Round," The Mugby Junction proviene de una serie de relatos escritos para la Navidad en forma de serie. Para este espectáculo, el Collectif Quatres Ailes trata los capítulos I y II dedicados  a la historia de los "Barbox Brothers" y "Barbox Freres & Cia".
Un desconocido -que lleva un baúl con la inscripción "Barbox Brothers" - se baja del tren a las 3 de la madrugada sin previo aviso y se encuentra en el andén de Mugby : nudo ferroviario donde convergen todas las líneas de Inglaterra. Después de conocer a Lampes, responsable de la señalización y de su hija Phoebe, se detiene unos días en este pequeño pueblo para hacer el balance de su vida y decidir qué nuevo rumbo adoptará para por fin ser feliz.  Este espectáculo es una oportunidad para los artistas del Collectif Quatre Ailes de adaptar el texto y experimentar una narrativa dentro de un modelo gigante de la ciudad de Mugby hecho de cartón, poblándolo de vídeos en directo.
Coproduido por el Collectif Quatre Ailes, La Scène Watteau - Théâtre de Nogent-sur-Marne. Con la ayuda a la producción del Drac Ile de France y Ile-de-France y de Arcadi Ile-de-France / Dispositivo de acompañamiento, del Conseil Général del Val-de-Marne y también de la ADAMI. Con el apoyo de Ecart Anis Gras Le lieu de l’autre, del Espace Périphérique (Ciudad de París, Parc de la Villette), y también con el apoyo de Les Tréteaux de France.

## Organización
El Collectif Quatre Ailes es una asociación Ley 1901 (un tipo de organización en Francia) y su organización administrativa está definida en sus propios estatutos. Esos estatutos definen las bases: la elección de un colegio de mandos compuesto por un presidente,un tesorero y un secretario, también de un consejo de administración y la constitución de una junta general. La dirección artística reposa sobre los 4 artistas. 
Se trata de una estructura abierta, ya que se dedica a involucrar diferentes artistas con sus respectivos talentos y sensibilidades, que aportan sus competencias, a veces ocasionalmente, otras veces de manera más habitual a lo largo del tiempo.

## Filosofía
Con esa estructura de identidad artística muy marcada e identificable, el Collectif se nutre tanto de una dirección artística que toma decisiones radicales como de universos creativos propios y personales aportados por los artistas invitados, lo que implica la necesidad de buscar y encontrar un delicado equilibrio donde puedan convivir.
El colectivo asume su visión en desfase con la sociedad, y que se expresa como crítico pero nunca como juez o como un órgano de censura.  El colectivo existe por su visión al margen de la sociedad y gracias a que se expresa como crítico pero nunca como juez u órgano de censura. Señalar disfunciones  y errores es la característica de su teatro, pero sin la intención de criticar.

## La dimensión multidisciplinar y las colaboraciones
Las disciplinas exploradas recurrentemente por el Collectif Quatre Ailes son, entre otras, el teatro, el circo y la imagen en general y concretamente el vídeo 
El teatro aparece regularmente como una necesidad ya que es inevitable para adaptar textos no dramáticos como, por ejemplo El proyecto RW (texto adaptado basándose en una novela de Robert Walser : Der Spaziergang).  En cualquier caso, es para ellos una oportunidad de hacer suyo el escenario y cuestionar la poesía de autores a través de las diferentes disciplinas que los artistas convocan durante las representaciones.
El colectivo resulta original por el uso de las acrobacias como herramientas para la exploración del eje vertical del espacio escénico. Esa exploración del aspecto vertical es necesario para hacer posible (como se puede ver en los espectáculos El Pájaro azul y El proyecto RW) una inmersión real del actor dentro de las imágenes proyectadas.  Por otro lado, el colectivo pretende alejarse del espectáculo de circo, al proponer el uso de objetos acrobáticos no tradicionales como una mesa voladora o una ventana suspendida, en lugar del trapecio, las telas o las cuerdas.
Los vídeos y las imágenes que usa el colectivo se procesan a través de diferentes técnicas: 3D, en directo, cine de animación, incrustaciones sobre fondo verde y también a través de las técnicas más tradicionales como el teatro de las sombras.
Desde el año 2002, todas las bandas sonoras de las obras del Collectif Quatre Ailes fueron encargadas a un compañero de toda la vida, el músico S Petit Nico, autor, compositor e intérprete.
El Collectif Francia Tricot (CFT), nacido del movimiento de los bombardeos de hilo, colaboró a la creación de la escenografía La Bella del bosque al tejer integralmente a mano una monumental pieza de 40 m² que sirve como pantalla para acoger las proyecciones a la par del decorado.
El artista plástico Laurence Tuot diseñó una marioneta de azúcar derretido y soplado que se cocinaba en directo y con la cual se actuaba durante cada representación de Sir Sémola o El hombre de ensueño.

## Festivales internacionales, premios y residencias
- Participación en el festival experimental 7 Teatro a Rosario en Argentina en 2005
- Participación en el festival internacional Neapolis de Nabeul en Túnez en 2006
- Participación en el festival de TIBA en Serbia en 2007
- La participación en 2007 en el festival Sarajevska zima en Sarajevo, Bosnia y Herzegovina.
- La participación en el Festival de Aviñón 2009 y 2012. Ganaron en 2009 el premio del Fondo de Apoyo a la Distribución para el Festival OFF de Aviñón
- La participación en el Año de la encrucijada Francia-Rusia, organizado por el Instituto Francés de Moscú en 2010
- Participación en el Festival de Kaohsiung Spring, Festival de las Artes 2013
- Participación en el Festival Mac OFF de Busan y Seúl, en Corea del Sur en 2014
- Participación en el Famfest en 2015 en Santiago de Chile
- El Director Nicolas Liautard, de La Escena Watteau (Nogent sur Marne Teatro) ofreció al Colectivo Cuatro Alas una residencia de 3 años desde 2011 hasta 2013
- Artista en residencia en la sala Anis Gras, El lugar del otro, de 2014 a 2015, en Arcueil.

## Relación con el espacio público y los performances
Desde 2014, el colectivo experimenta nuevas formas de espectáculos para hacerlos más cercanos, creando directamente un contacto con el espectador o interviniendo el espacio público. Un ejemplo es la propuesta de un paseo aéreo organizada en torno al texto Marie, de Robert Walser, y representado en los jardines de Lardy en 2014 dentro del Festival de día y de noche.  En un registro más experimental y enloquecido podemos nombrar la performance "Les Clones" llevado a cabo durante la Feria del libro de la Juventud de Arpajon, en 2014, que tenía por tema el Retrofuturismo. 

## Acciones culturales y educativas
El Collectif Quatre Ailes participó en varios dispositivos como CUCS (Contrato Urbano de Cohesión Social) de la ciudad de Denain; el CLEA (Contrato Local de Enseñanza Artística) de las mancomunidades de Maubeuge Val de Sambre y de L'Arpajonnais